# André Steiner
André Steiner (n. 8 februarie 1970, Gera, Germania) este un dentist ce a reprezentat Germania, medaliat olimpic. A participat la o ediție a Jocurilor Olimpice (1996) în care a câștigat o medalie de aur.

## Participări
Lista de mai jos prezintă principalele competiții la care a participat André Steiner de-a lungul carierei.
- rowing at the 1996 Summer Olympics – men's quadruple sculls[*][4]